# Fede Galizia
Fede Galizia, född 1578, död 1630, var en italiensk målare. 
Hon betraktas som en av de första målarna av stilleben, en genre som blev vanlig under 1600-talet.  